# Dawit Guramischwili

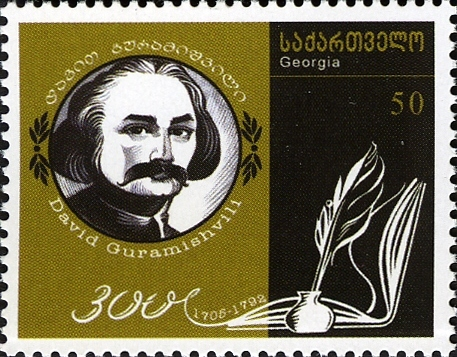
Dawit Guramischwili auf einer georgischen Briefmarke (2007)

Dawit Guramischwili (georgisch დავით გურამიშვილი, wiss. Transliteration Davit̕ Guramišvili; * 1705 in Gorisubani, Kartlien; † 21. Juli 1792 in Myrhorod) war ein georgischer Dichter des 18. Jahrhunderts, der als radikaler Erneuerer der georgischen Poesie gilt.

## Leben
Von seinem Vater Giorgi Schioschis-dse Guramischwili in die Obhut einer Amme gegeben wuchs Dawit Guramischwili, der einem christlich-orthodoxen Adelsgeschlecht entstammte, in einer armen Bauernfamilie auf. Im Sommer 1728 wurde er von Lesgiern, Angehörigen eines nordkaukasischen Stammes, nach Dagestan entführt und dort in einer Grube gefangen gehalten, wo er Hunger und Kälte litt. Nach einem gescheiterten Fluchtversuch sollte er verkauft werden, doch 1729 gelang ihm die beschwerliche Flucht über Terek, Astrachan und die Wolga nach Moskau, wo er sich dem Gefolge des exilierten Königs Wachtang VI. anschloss, der ihn zum dschabadarbasch (Zeugmeister) ernannte. Vor die Wahl gestellt, nach Georgien heimzukehren oder die russische Staatsbürgerschaft anzunehmen, blieb er in Russland.

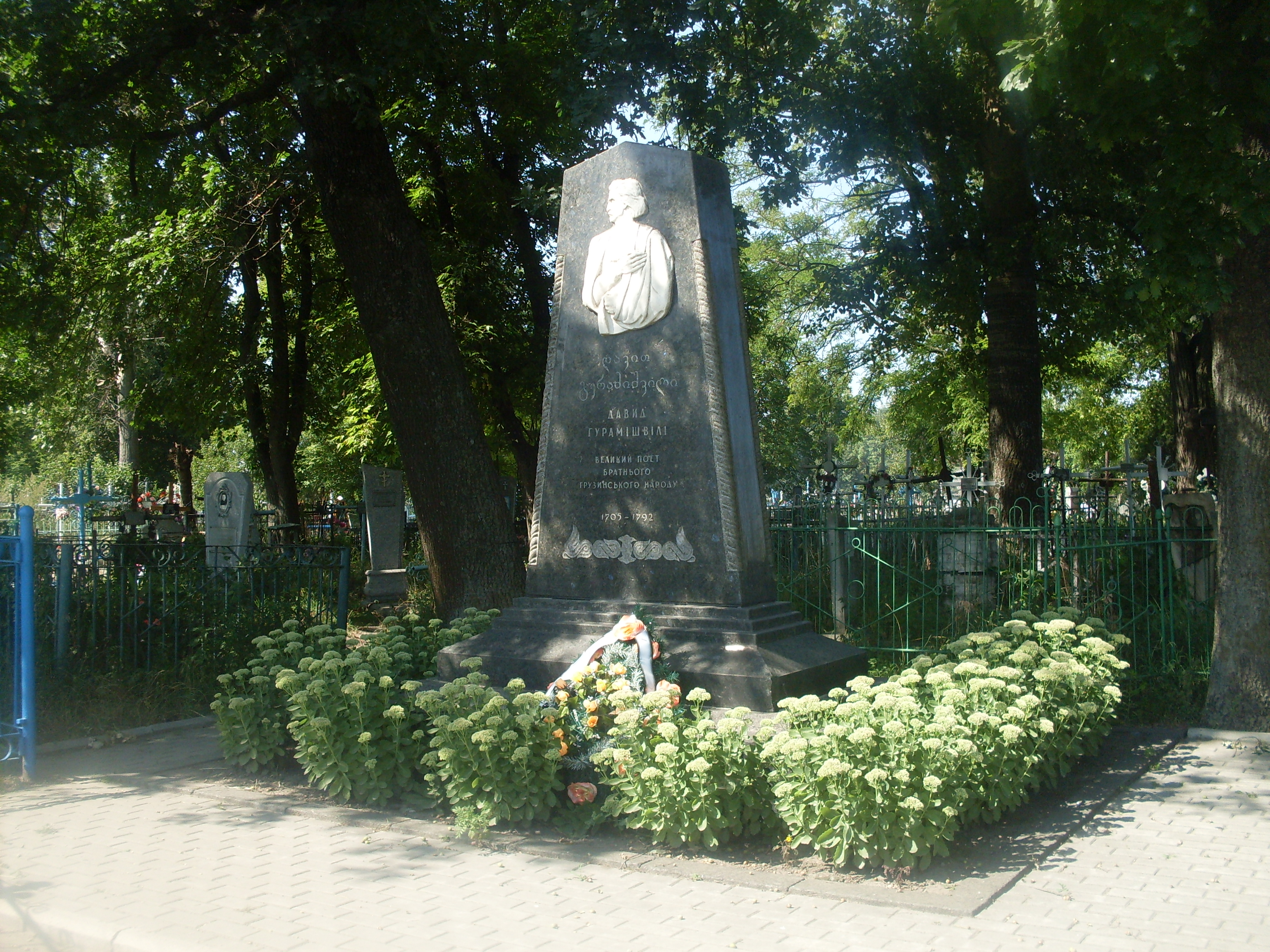
Grab Guramischwilis in Myrhorod

Nach dem Tod Wachtangs gehörte er ab 1738 einem georgischen Husaren-Regiment der russischen Armee an. Während des Russisch-Österreichischen Türkenkriegs zeichnete er sich 1739 bei Kämpfen auf der Krim durch Tapferkeit aus und wurde vom einfachen Husaren zunächst zum Quartiermeister und dann zum Feldwebel der Kavallerie befördert. Er nahm zudem am Russisch-Schwedischen Krieg und am Siebenjährigen Krieg teil und geriet 1758 in der Schlacht von Zorndorf in preußische Gefangenschaft. Nach einem Jahr Gefängnis in Magdeburg wurde er am 7. Dezember 1759 freigelassen und am 15. März 1760 offiziell aus dem Dienst entlassen. Er erhielt ein Anwesen in Myrhorod in der heutigen Ukraine, wo er fortan lebte und sich der Dichtung widmete.

## Werk

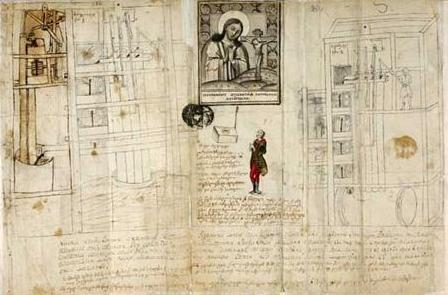
Seite des Autografs von Davitiani; mittig: Selbstporträt des Dichters

- Davitiani (dt.: „Dawits Geschichte“ oder „Über Dawit“). Autobiografische Gedichtsammlung in vier Teilen (1787)[2]